# 川淵村
川淵村（かわぶちむら）は、かつて愛知県海東郡にあった村。
現在の愛西市の北部（西川端町・淵高町・大野山町など）に該当する。
村名は、前身となった村の名から一文字ずつとった、合成地名である。

## 歴史
- 1889年（明治22年）10月1日 - 西川端新田、淵高新田、大野山新田が合併し、川淵村が発足。
- 1906年（明治39年）7月1日 - 諸古村、藤浪村、勝幡村、草場村と合併し、佐織村が発足。同日川淵村は廃止。

## 教育
- 川渕尋常小学校（現・愛西市立西川端小学校）